# Kim Boutin
Kim Boutin (nacida el 16 de diciembre de 1994) es una patinadora de velocidad sobre pista corta canadiense. Ganó la medalla de plata en la prueba de 1000 metros y el bronce en las de 500 y 1500 metros en los Juegos Olímpicos de Pyeongchang 2018. Previamente, había logrado medallas en campeonatos mundiales júnior y copas mundiales.

## Carrera

### Pyeongchang 2018
En agosto de 2017, fue incluida en el equipo olímpico de Canadá para los Juegos Olímpicos de Pyeongchang 2018.
En la prueba de los 500 metros finalizó en la cuarta posición. Sin embargo, luego de la descalificación de la patinadora surcoreana Choi Min-jeong subió al tercer lugar. Compartió el podio con la italiana Arianna Fontana (oro) y la neerlandesa Yara van Kerkhof (plata). En un inició se reportó que la descalificación había sido por empujar a Fontana. Sin embargo, más tarde se informó que fue debida a que interfirió cuando Boutin intentaba sobrepasarla. Al día siguiente, Boutin recibió comentarios negativos y amenazas de muerte de surcoreanos, quienes consideraron que había empujado en una curva a Choi y no recibió sanción por ello.
Posteriormente, el 17 de febrero obtuvo la medalla de bronce en los 1500 metros con un tiempo de 2:25.834 minutos, por detrás de Choi Min-jeong y la china Li Jinyu. Con este resultado se convirtió en la primera patinadora de pista corta canadiense en ganar dos medallas olímpicas individuales en los mismos Juegos y en la primera canadiense en conseguir una presea olímpica en los 1500 metros.